# Rich Family
Rich Family — российская оптово-розничная сеть гипермаркетов детских товаров, основанная в 2002 году.  Ведёт деятельность в городах России, также присутствует в Казахстане. Владелец — Валерий Ткачук. Головной офис расположен в Новосибирске.

## История
Компания была создана в 2002 году в Новосибирске.
В апреле 2018 года в Тюмени сгорело здание, где располагался один из гипермаркетов компании. Огонь распространился на площадь в 3000 м², уничтожив 40 000 наименований товара и оборудование. Владелец здания направил иск в Арбитражный суд Тюменской области к владельцам Rich Family на сумму 197,5 млн рублей.
20 сентября 2019 года компания открыла гипермаркет в Москве в ТЦ «Капитолий Ленинградский».

## География
Сеть гипермаркетов работает в крупных российских городах от Дальнего Востока до Поволжья. Также действует в Казахстане (Алма-Ата).

## Магазины
Компания размещает магазины в арендованных помещениях, средняя площадь гипермаркетов составляет 3,8 тыс. м². Единственное собственное здание магазина Rich Family находится на Мочищенском шоссе в Новосибирске (площадь — 4,7 тыс. м²).

## Товары
Rich Family торгует детскими товарами, часть из которых выпускает под собственными марками.

## Финансовые показатели

### Выручка компании
В 2017 году среди самых крупных ритейлеров сегмента детских товаров компания заняла 5-е место по выручке, уступив компаниям «Детский мир», «Дочки&Сыночки», «Кораблик» и «Mothercare».

#### Объём выручки с 2012 по 2017 год
- 2012 — 2,11 млрд ₽
- 2013 — 3,57 млрд ₽
- 2014 — 5,43 млрд ₽
- 2015 — 7,4 млрд ₽
- 2016 — 8,9 млрд ₽
- 2017 — 10,7 млрд ₽[1]

### Чистая прибыль
Чистая прибыль в 2017 году составила 1,8 млрд рублей.

## Рейтинги
В 2016 году Rich Family вошла в рейтинг РБК «50 самых быстрорастущих компаний России», заняв 49 позицию. В 2017 году в этом же рейтинге компания разместилась на 35 месте.